# Пандус

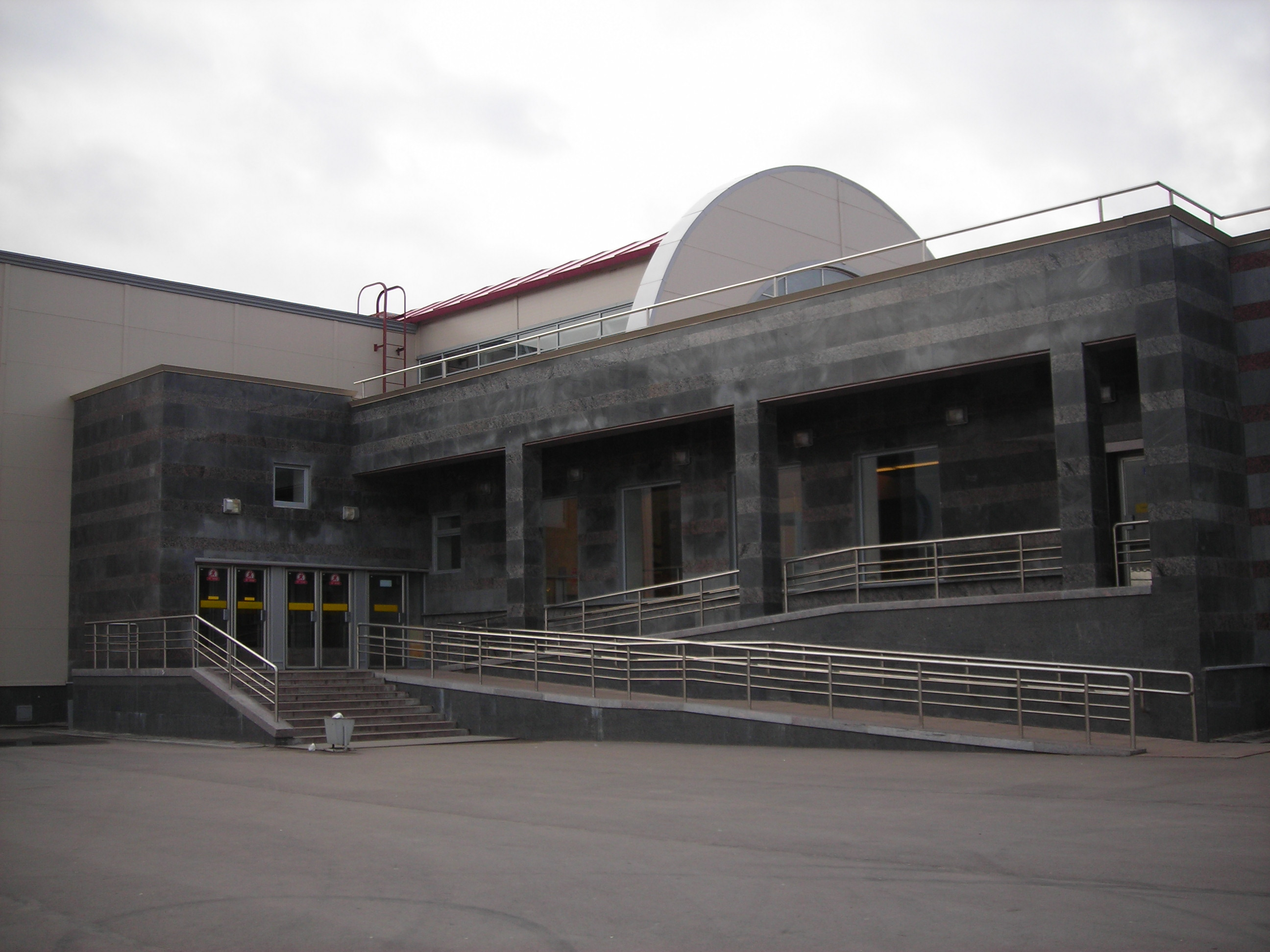
Пандусы для инвалидов на станции метро «Парнас» в Санкт-Петербурге

Па́ндус (фр. pente douce — пологий скат), также ра́мпа (нем. die Rampe — пологий скат), также "пологий скат" — пологая наклонная площадка, соединяющая две разновысокие горизонтальные поверхности, обычно для обеспечения перемещения колёсных транспортных средств с одной на другую. Среди часто встречающихся применений — обеспечение подъезда инвалидных колясок к расположенному над цоколем здания парадному входу и обеспечение перемещения автомобилей между этажами многоэтажного гаража своим ходом. В некоторых случаях может заменять лестницы внутри и снаружи зданий. В современном строительстве пандус устраивается в многоэтажных гаражах, подземных переходах и т. п. В общественных местах для удобства перевоза детских и инвалидных колясок (а также велосипедов, самокатов и т.п.) лестницы, как правило, дублируют пандусом.
Откидной пандус, как правило, крепится к ступенькам (или к стене) на петли. Каждый откидной пандус комплектуется ручкой для удобства эксплуатации. В разложенном виде пандус опирается на каждую ступеньку лестницы, что позволяет равномерно распределить нагрузку при использовании. В сложенном виде толщина пандуса составляет около 40 мм, фиксируется на защелку вдоль стены.

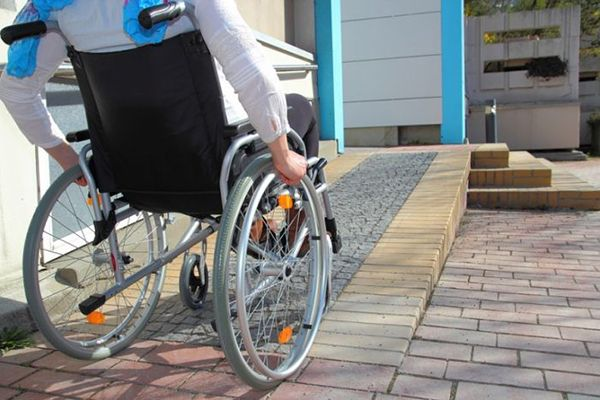
Заезд на пандус на инвалидной коляске

Пандус изготавливается из оцинкованной стали, алюминия или нержавеющей стали толщиной 1–3 мм (в зависимости от свойств металла). Размеры полозьев — 40 × 200 × 20 мм. Расстояние между полозьями — 250—300 мм. По желанию заказчика расстояние между полозьями может быть и другим. Между собой полозья соединены поперечными направляющими. Разная высота бортов пандусов решает несколько задач. Высота внутреннего борта пандуса 20 мм делает пандус приспособленным даже для колясок-тростей и чемоданов с маленькими колесами. Высота внешнего борта пандуса 40 мм обеспечивает безопасность и препятствует соскальзыванию с пандуса. У пандусов безопасные борта — без острых кромок.
Откидные пандусы, их преимущества:
- подходят для большинства детских колясок;
- легки и удобны в использовании;
- Поверхность рельс не скользит (при наличии противоскользящего покрытия);
- Могут устанавливаться на лестницах любой ширины.

По закону управляющая организация обязана оборудовать пандусами подъезды многоквартирных домов для удобства проживания маломобильных групп граждан. При этом существуют и более дорогие, технически сложные модели, например, стационарные выдвижные пандусы с регулируемой шириной колеи.
Существуют специальные улавливающие пандусы, которые устанавливаются на крутых поворотах автотрасс. Они способны остановить грузовик с отказавшими тормозами или просто потерявший управление автомобиль. Такой пандус выполняется в виде криволинейной плоскости с постепенно увеличивающимся наклоном и рыхлой поверхностью, обеспечивающей увязание колёс. Впервые подобные пандусы построены в США. Автомобильные пандусы доказали свою высокую эффективность.
Существуют следующие виды пандусов
1. Пандус-книжка
2. Пандус раздвижной телескопический
3. Роллопандус

## Нормы для пандусов
Перед установкой пандуса важно уяснить нормы, которые необходимо соблюдать. Существуют определенные требования, которые необходимо соблюдать, чтобы пандус был безопасным и доступным для людей с ограниченными возможностями. Некоторые из норм, которые необходимо соблюдать, включают:
- Перепад высоты: Перепад высоты пандуса не должен превышать 1:12. Это означает, что на каждый дюйм подъема приходится 12 дюймов наклона. Это гарантирует, что пандус не будет слишком крутым и удобным для людей.
- Ширина: Минимальная ширина пандуса должна быть 36 дюймов. Это гарантирует, что будет достаточно места для комфортного проезда инвалидной коляски.
- Поручни: Поручни должны быть установлены с обеих сторон пандуса. Высота поручней должна быть от 34 до 38 дюймов. Это гарантирует, что люди с ограниченными возможностями могут держаться за поручни при использовании пандуса.
- Поверхность: Поверхность пандуса должна быть нескользкой. Это гарантирует, что люди не поскользнутся и не упадут при использовании пандуса. [3]

## Галерея

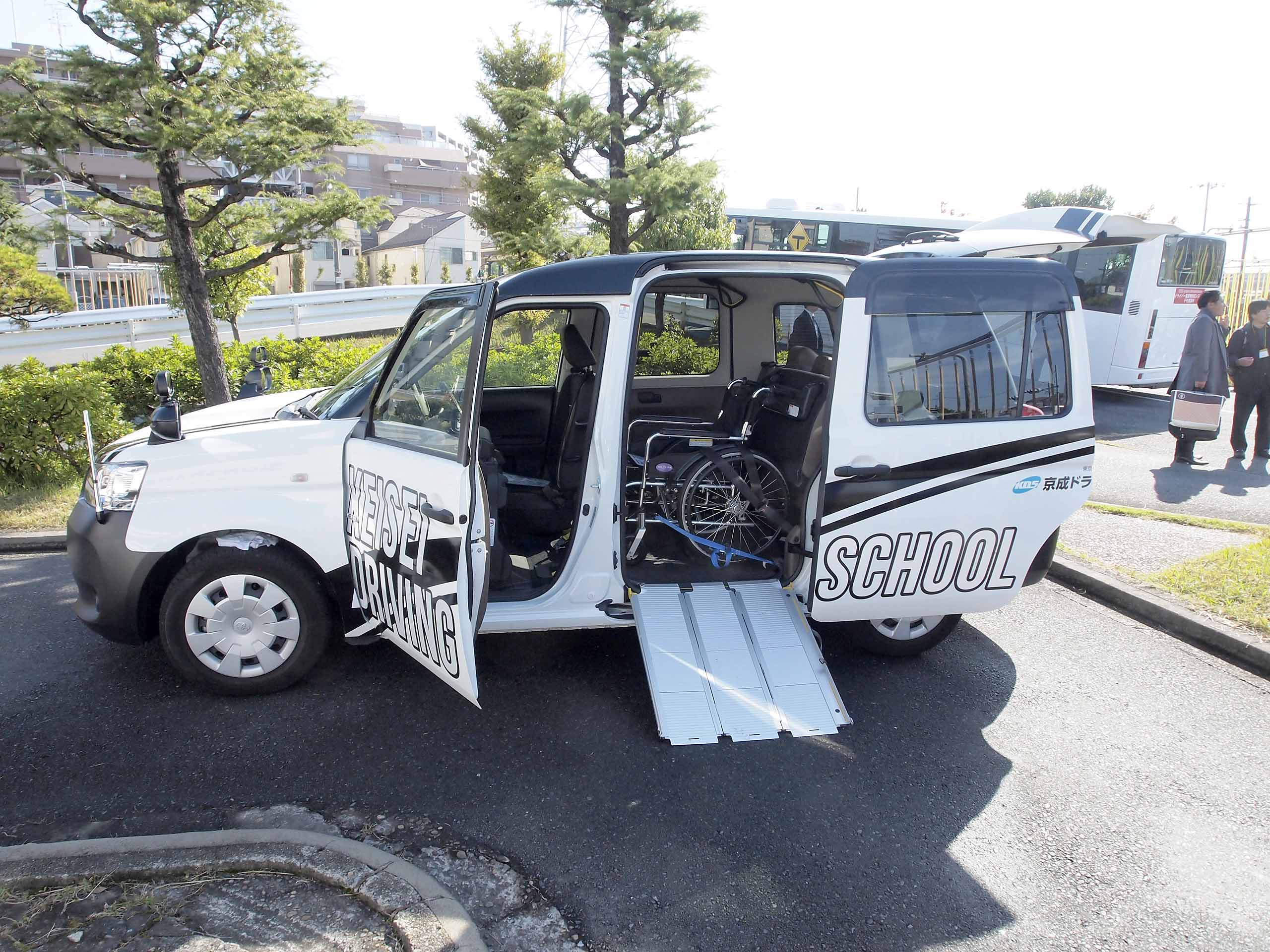
автомобиль с пандусом
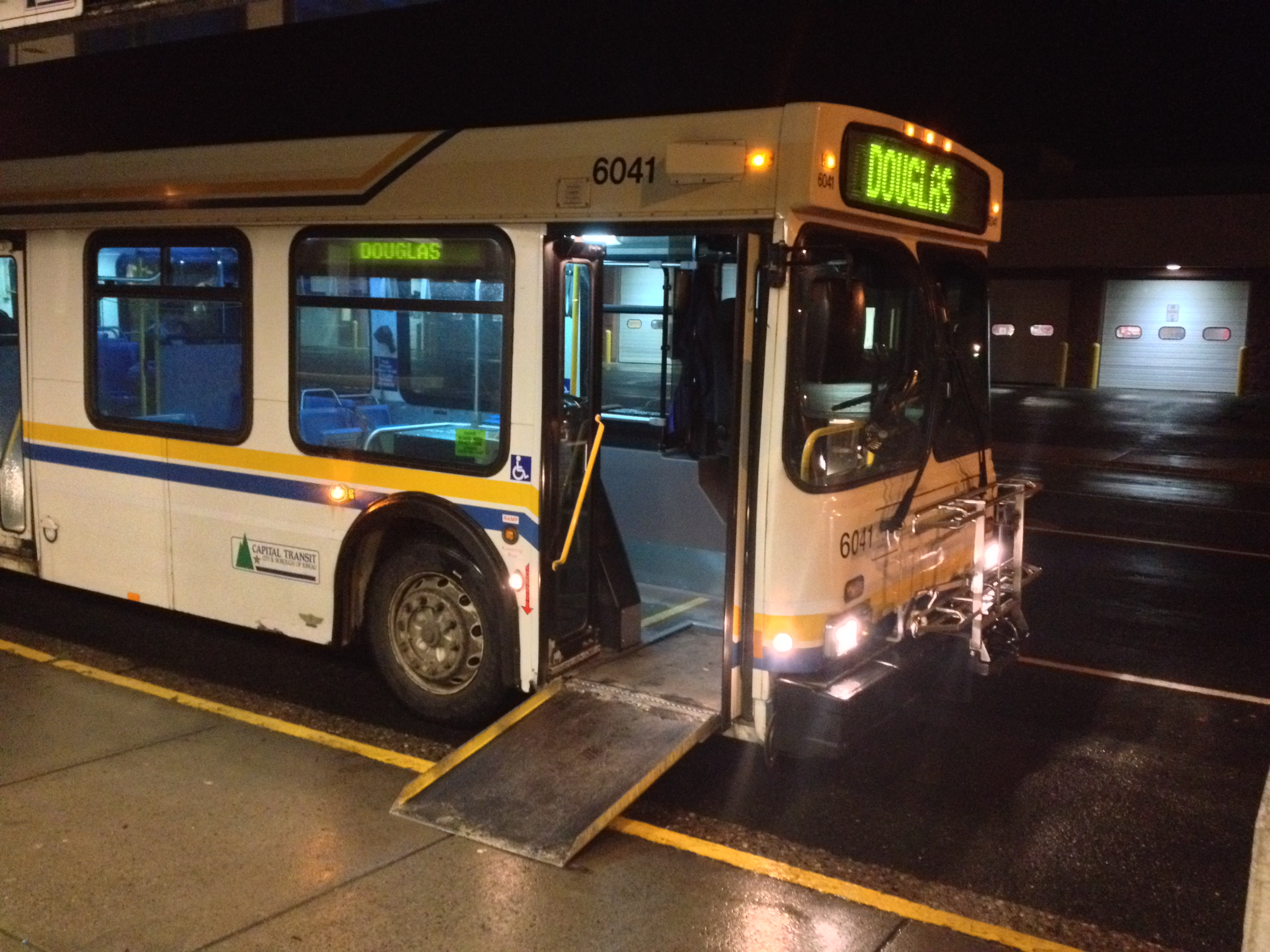
автобус с пандусом
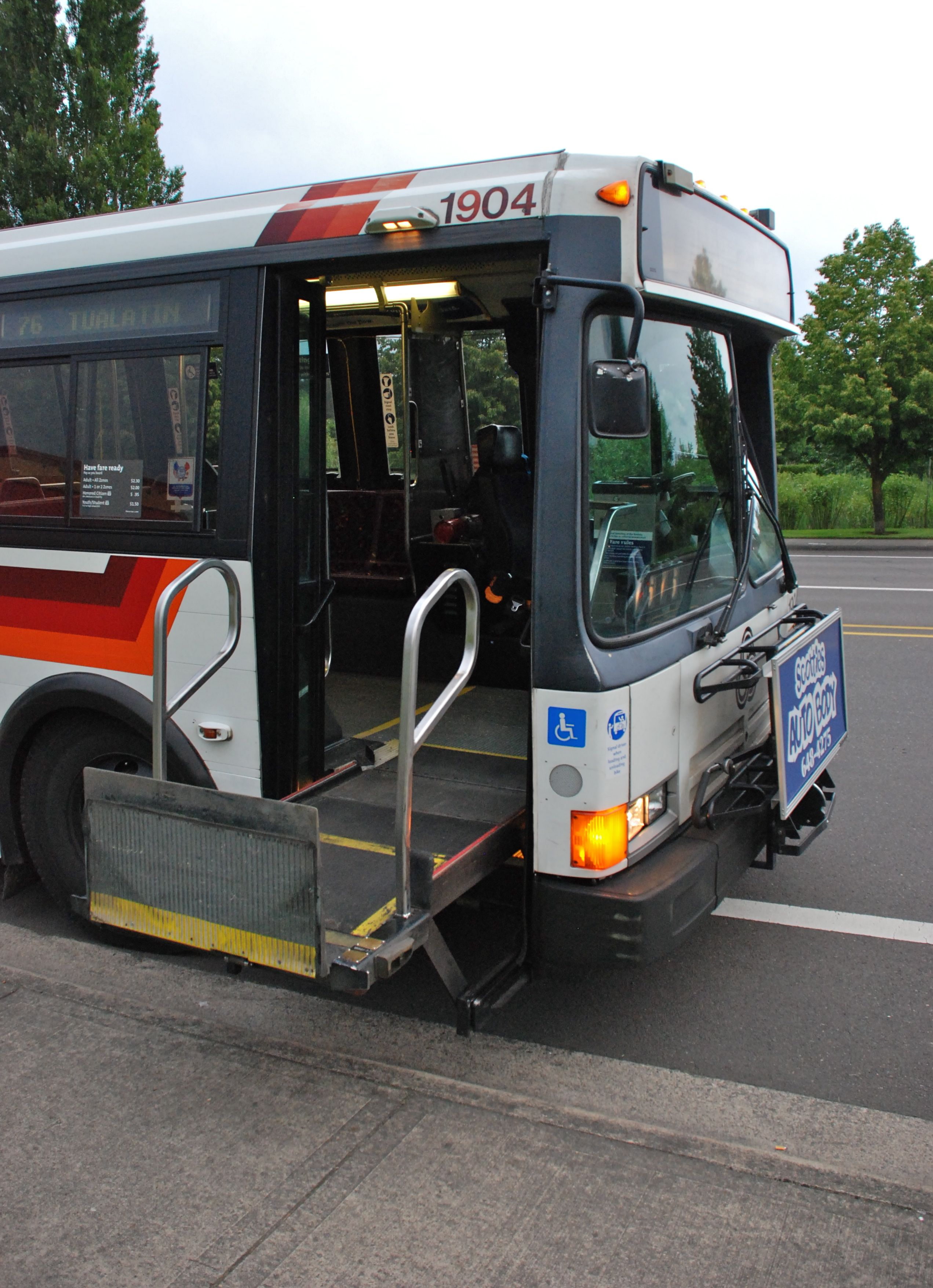
автобус с подъёмником для инвалидных колясок
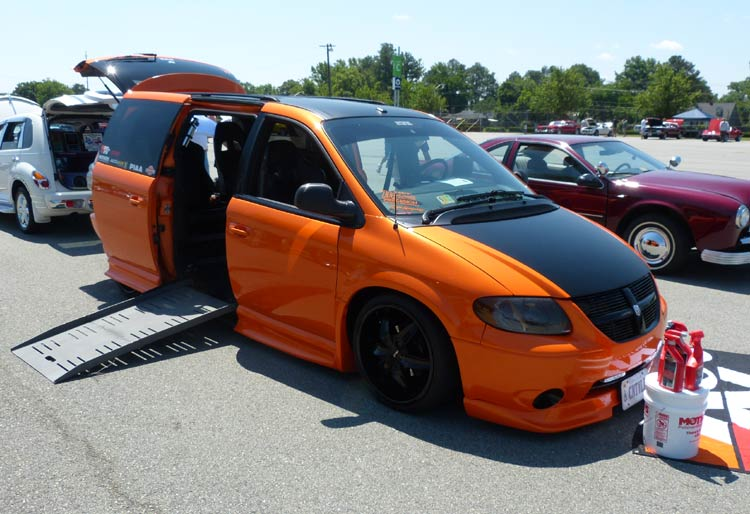
автомобиль с пандусом
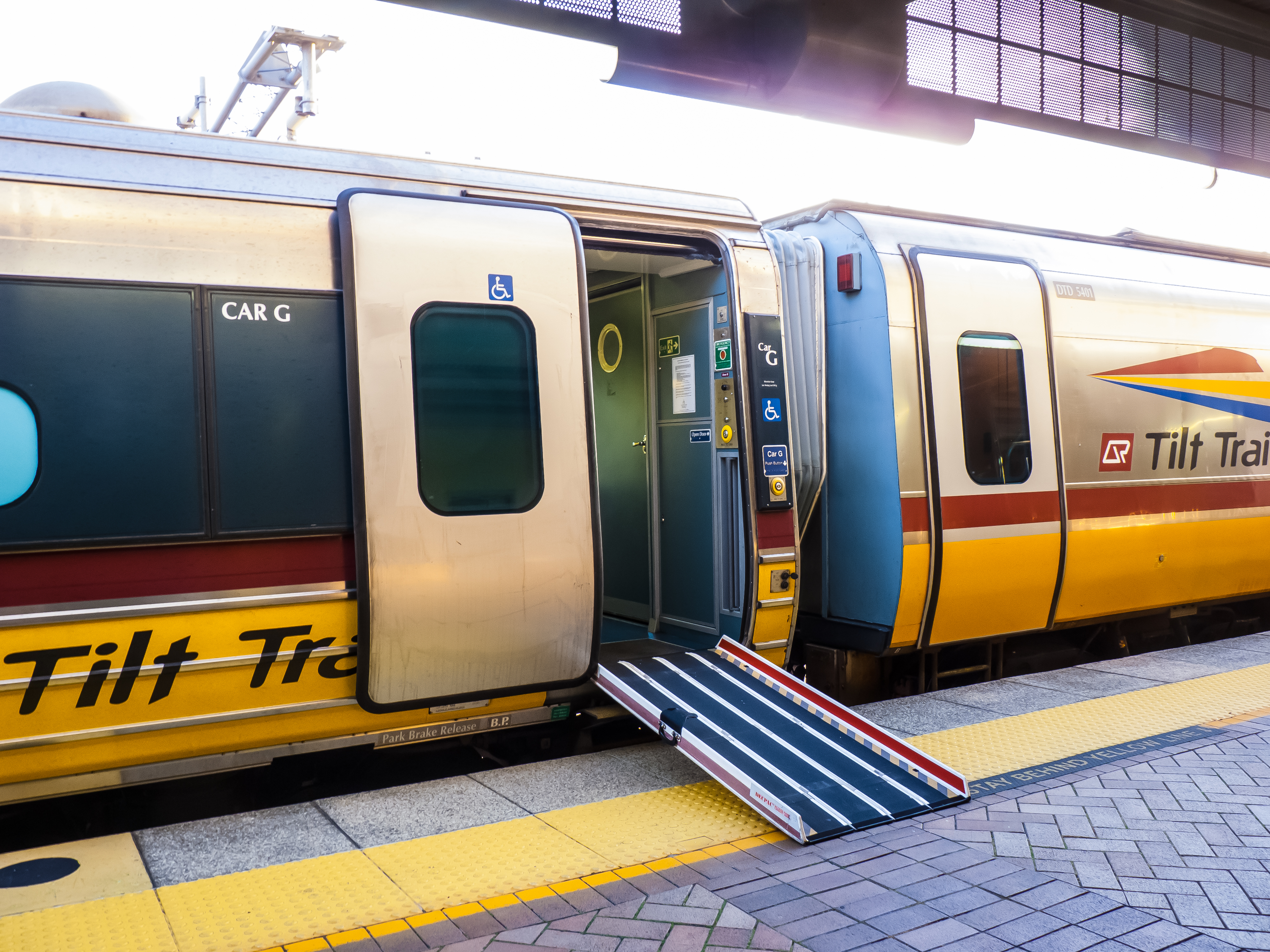
поезд с пандусом
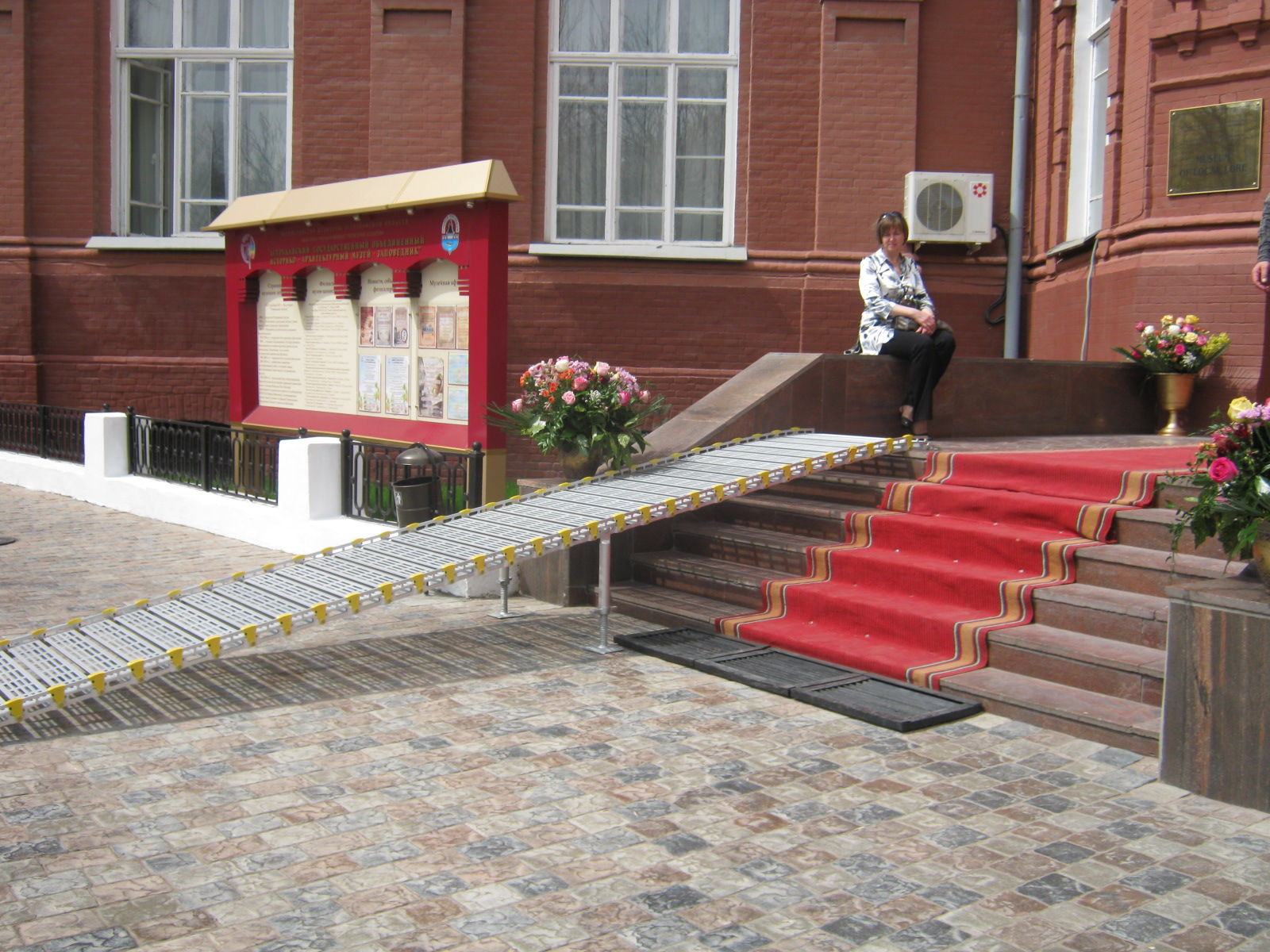
Роллопандус Астраханский музей
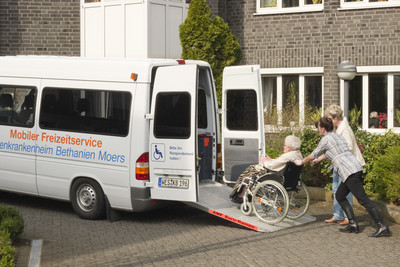
микроавтобус с пандусом
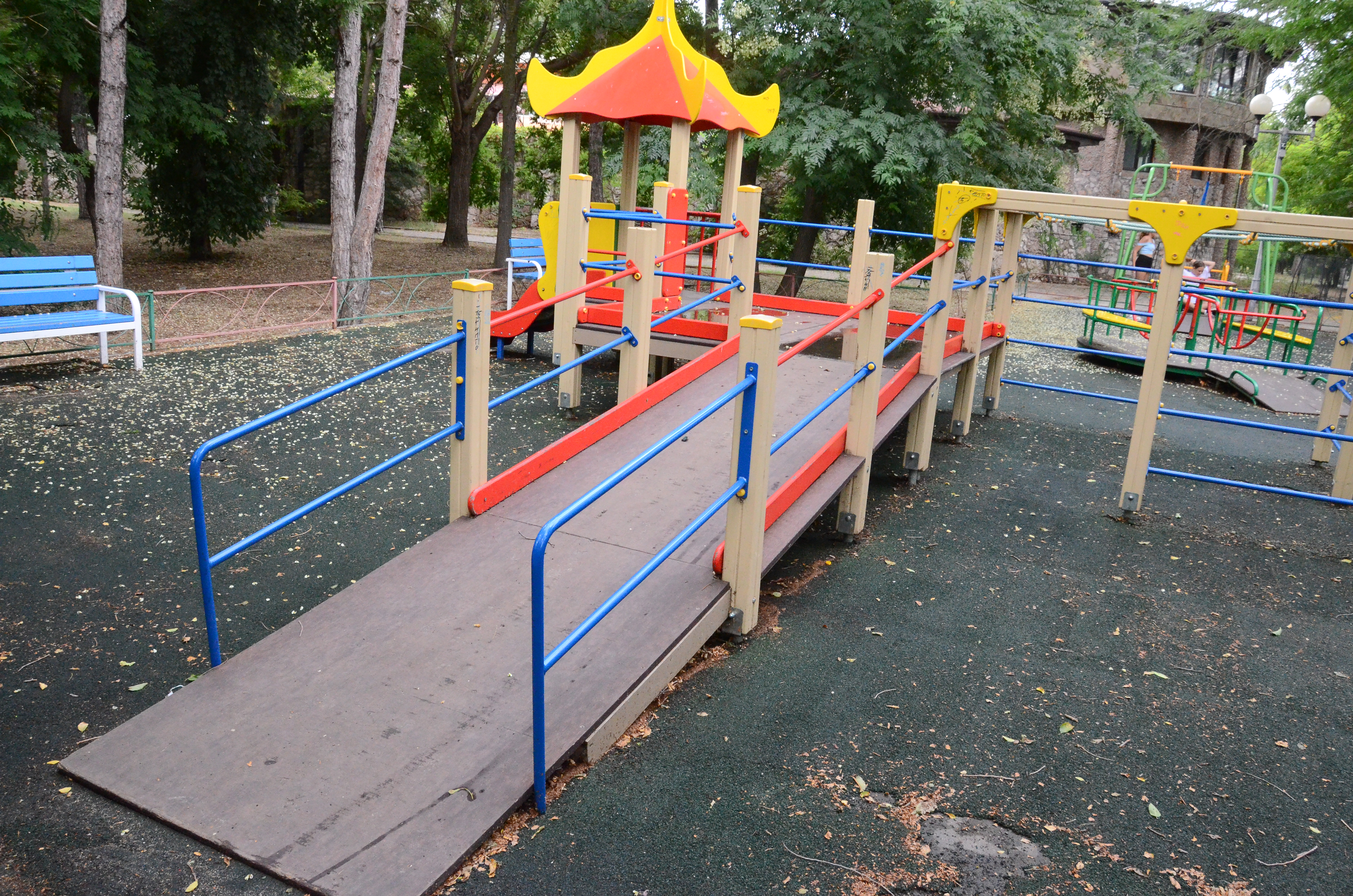
детская площадка с пандусом в Евпатории (Крым)